# جاناتان الیاس
جاناتان الیاس (به انگلیسی: Jonathan Elias) (زاده ۱۹۵۶) موسیقی‌دان اهل ایالات متحده آمریکا است.